# Max Angst
Max Angst (3 luglio 1921 – 21 gennaio 2002) è stato un bobbista svizzero.
Era il fratello di Heinrich, a sua volta bobbista di livello mondiale.

## Biografia
Ai VII Giochi olimpici invernali (edizione disputatasi nel 1956 a Cortina d'Ampezzo, Italia) vinse la medaglia di bronzo nel Bob a due con il connazionale Harry Warburton partecipando per la nazionale svizzera, meglio di loro le due italiane.
Il tempo totalizzato fu di 5:37,46 con un distacco ampio rispetto alle altre squadre classificate: 5:30,14 e 5:31,45 i loro tempi.
Inoltre ai campionati mondiali vinse una medaglia di bronzo:
- nel 1960, nel bob a quattro con Hansjörg Hirschbühl, Gottfried Kottmann e René Kuhl[3]